# Rachida Brakni

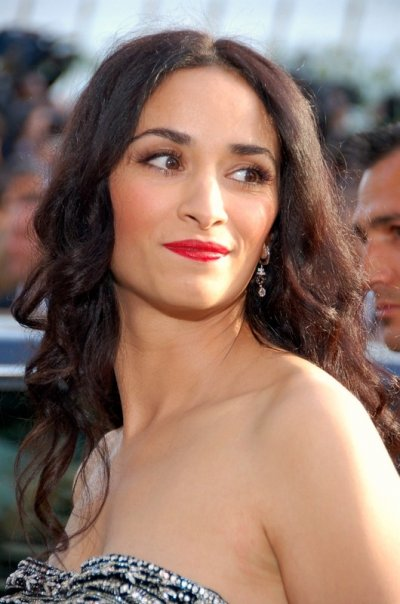
Rachida Brakni

Rachida Brakni (arabisch رشيدة براكني, DMG Rašīda Brāknī; * 15. Februar 1977 in Paris) ist eine französische Schauspielerin.

## Leben
Brakni, Tochter algerischer Einwanderer, studierte zunächst Jura, bevor sie sich für die Schauspielerei entschied und am Studio-théâtre d’Asnières sowie am Conservatoire national supérieur d’art dramatique ihre Ausbildung erhielt.
Für ihre Leistungen auf der Bühne wurde sie mit einem Molière und 2002 für ihre Rolle in dem Film Chaos als Beste Nachwuchsdarstellerin bei der Verleihung des französischen Filmpreises César ausgezeichnet.
Seit Juni 2007 ist sie mit dem ehemaligen Fußballspieler und Schauspielkollegen Éric Cantona verheiratet.

## Filmografie (Auswahl)
- 2000: Weit weg (Loin)
- 2001: Chaos
- 2003: L'outremangeur
- 2004: Das schlafende Kind (L’enfant endormi)
- 2005: One Day in Europe
- 2005: Une belle histoire
- 2006: Barakat!
- 2008: Rekruten des Todes (Secret défense)
- 2008: Skate or Die
- 2009: Staatsfeinde – Mord auf höchster Ebene (Une affaire d’état)
- 2012: Der Staat schweigt (Silences d’état)
- 2016: Spin – Paris im Schatten der Macht (Les hommes de l’ombre; Fernsehserie, 6 Folgen)
- 2020: Baron Noir (Fernsehserie, 7 Folgen)
- 2024: Les espions de la terreur (Miniserie, 4 Folgen)
- 2024: Lonely Planet: Liebe in Marokko (Lonely Planet)